# Enzo Pérez
Enzo Nicolás Pérez (* 22. února 1986, Maipú, Mendoza, Argentina) je argentinský reprezentant fotbalový záložník, a hráč River Plate.

## Klubová kariéra
S Estudiantes de La Plata vyhrál jedenkrát Pohár osvoboditelů a v roce 2010 Aperturu 1. argentinské ligy.

### Benfica Lisabon
8. června 2011 podepsal pětiletý kontrakt s Benficou Lisabon, kam přestoupil z argentinského celku Estudiantes de La Plata. Poté, co prodělal vážné zranění kolena byl v únoru 2012 poslán na hostování zpět do Estudiantes de La Plata.
V Evropské lize 2012/13 se s Benficou probojoval až do finále proti anglickému celku Chelsea FC. V semifinále 2. května v odvetném zápase s tureckým Fenerbahçe SK odehrál kompletní počet minut. Benfica zvítězila 3:1, smazala prohru 0:1 z prvního zápasu v Istanbulu a postoupila do finále, kde podlehla Chelsea FC 1:2 gólem z nastaveného času. Enzo nastoupil v základní sestavě.
S Benficou nepostoupil ze základní skupiny C do vyřazovacích bojů Ligy mistrů 2013/14, portugalský tým v ní obsadil třetí místo. Benfica nicméně pokračovala v Evropské lize 2013/14, kde se propracovala po roce opět do finále.

### Valencia CF
K lednu 2015 se domluvil na přestupu do španělského klubu Valencia CF.

## Reprezentační kariéra
Pérez debutoval v národním týmu Argentiny 30. září 2009 (Argentinu tehdy vedl Diego Maradona) v přátelském utkání s Ghanou (výhra 2:0).
Trenér Alejandro Sabella jej vzal na Mistrovství světa 2014 v Brazílii. Ve finále s Německem Argentina prohrála 0:1 v prodloužení a získala stříbrné medaile.

### Reprezentační góly
Góly Enzo Péreze za A-tým Argentiny
| 010                  | 25. 5. 2011 | Estadio Centenario Dr. José Luis Meiszner, Argentina | Paraguay | 4:2 | 4:2 | Přátelský zápas |
| Platí k 30. 12. 2014 |             |                                                      |          |     |     |                 |